# Eucremastus parvipes
Eucremastus parvipes är en stekelart som först beskrevs av Morley 1913.  Eucremastus parvipes ingår i släktet Eucremastus och familjen brokparasitsteklar. Inga underarter finns listade i Catalogue of Life.